# Afro (moeda)
O afro é a moeda oficial proposta para a União Africana, que consiste dos estados africanos da África do Sul, Angola, Argélia, Benim, Botswana, Burkina Faso, Burundi, Cabo Verde, Camarões, Chade, Costa do Marfim, Djibouti, Egito, Eritreia, Etiópia, Gabão, Gâmbia, Gana, Guiné, Guiné-Bissau, Guiné Equatorial, Lesoto, Libéria, Líbia, Madagascar, Malawi, Mali, Marrocos, Maurícia, Mauritânia, Moçambique, Namíbia, Níger, Nigéria, Quênia, República Árabe Saaraui Democrática, República Centro-Africana, República Democrática do Congo, República do Congo, Ruanda, São Tomé e Príncipe, Senegal, Serra Leoa, Seychelles, Somália, Essuatíni, Sudão, Sudão do Sul, Tanzânia, Togo, Tunísia, Uganda, Zâmbia e Zimbabwe.
A cronologia atual estabelecida pelo Tratado de Abuja pede para que o afro seja instituído pelo Banco Central Africano em 2028.